# Roca del Carant
La Roca del Carant és una formació rocosa del terme de Conca de Dalt, dins de l'antic municipi de Toralla i Serradell, al Pallars Jussà, a l'àmbit del poble de Torallola.
Està situada al nord de Torallola, a l'esquerra del barranc de la Roca del Carant, a llevant de los Amanits, al nord de l'Obaga i del Serrat del Tossal, al sud de l'Alzinar i al sud-oest del Vedat del Mestre.